# Les Déserteurs
 (février 2012).
Si vous disposez d'ouvrages ou d'articles de référence ou si vous connaissez des sites web de qualité traitant du thème abordé ici, merci de compléter l'article en donnant les références utiles à sa vérifiabilité et en les liant à la section « Notes et références ».
Les Déserteurs est la cinquième histoire de la série Les Tuniques bleues de Lambil et Raoul Cauvin. Elle est publiée pour la première fois du no 1833 au no 1847 du journal Spirou, puis en album en 1974.

## Résumé
Le colonel Appeltown part en permission avec sa fille Amélie pour une durée de plusieurs semaines, confiant le commandement de Fort Bow au capitaine Joyce. 
Le nouveau capitaine montre très vite son côté rigoureux et intransigeant, entendant imposer une discipline de fer sur le camp. Dès le premier jour, il envoie ainsi quatre membres de la garnison au cachot : Mike, un soldat bourru qui n'a pas le temps de se raser, Petite Fleur, un soldat extrêmement lâche et peureux, Tony le Taciturne, un soldat bougon qui ne parle que par des grommellements et l'Objecteur, un soldat pacifiste qui refuse catégoriquement d'utiliser une arme à feu ou de recourir à la violence. 
Ces quatre hommes, bien que très différents, choisissent de déserter, ulcérés par la discipline de fer de Joyce. Le sergent Chesterfield et du caporal Blutch, assignés à la surveillance du cachot, n'arrivent pas à les empêcher de s'évader. Fou furieux, Joyce se lance à leur poursuite à la tête de toute la garnison.
Mais la traque tourne court quand la cavalerie est attaquée par une bande de Comanches hostile et supérieure en nombre. Le régiment entier est massacré et le capitaine Joyce capturé. 
Les deux seuls soldats survivants de la garnison, le sergent Chesterfield et le caporal Blutch, n'ont pas d'autre choix que de faire appel aux déserteurs, et parviennent tant bien que mal à les convaincre de sauver le capitaine. Pendant ce temps, ce dernier se fait passer pour un démon auprès des Amérindiens, aucun n'osant le tuer. 
L'opération de sauvetage est dans un premier temps une réussite, mais dans leur fuite, les soldats sont rattrapés par les Amérindiens, et se réfugient dans un trou, encerclés. 
Infligeant des pertes très sévères à leurs ennemis, mais en situation critique, les huit soldats sont sauvés par l'arrivée de la cavalerie, le colonel Appeltown à la tête d'un tout nouveau régiment vient à leur secours et extermine les Comanches.

## Personnages
- Sergent Chesterfield : le côté romantique de Chesterfield est brièvement mis en avant au début de l'album, mais l'album retient surtout le côté militaire et respectueux du personnage. Il est incapable de désobéir à un ordre direct provenant de son supérieur hiérarchique, même quand cet ordre est manifestement injuste. Son sens du devoir lui interdit tout esprit critique vis-à-vis de ses supérieurs. Accessoirement, Chesterfield fait preuve d'une loyauté et d'une bravoure sans faille. Après avoir échappé aux Comanches, il n'hésite pas à retourner les affronter pour sauver le capitaine.
- Caporal Blutch : dans cet album, le côté antimilitariste et libéral de Blutch est fortement mis en avant avec Joyce. Capitaine intransigeant et autoritaire, il est loin de plaire à Blutch. Excédé par les ordres autoritaires de ce capitaine, auquel Blutch ne voit aucune qualité, il finira même par se battre avec lui, lui envoyant ses galons dans la figure.
- Capitaine Joyce : figure centrale de l'album, Joyce est un capitaine qui a toute la confiance du colonel Appeltown, mais qui est beaucoup plus rigide et sévère que lui. Il entend bien diriger Fort Bow avec une main de fer, sans accorder aucune concession à ses hommes. Il est décrit par Blutch comme un personnage tyrannique, qui s'acharne sur ceux qui résistent à son autorité. Toutefois, Joyce est un officier d'une grande valeur. Dans bon nombre d'albums des Tuniques bleues, il est coutume de voir les officiers être tournés en dérision, étant en effet les premiers à fuir quand la situation se complique. En l'espèce, Joyce fait preuve d'un courage presque suicidaire. Il charge les Indiens sans avoir aucune chance de survie, et terrorise tellement ces derniers qu'ils n'arrivent pas à le tuer. Joyce s'avère aussi capable de se sacrifier pour ses soldats, reconnaissant ses erreurs. Il dispose aussi d'une grande connaissance de la guerre, comprenant tout de suite la stratégie employée par les Comanches. C'est en définitive un personnage assez travaillé, disposant de plusieurs qualités et défauts.
- Bison Hargneux : le chef des Comanches n'a pas usurpé son surnom. Irascible et vindicatif, il a d'imprévisibles sautes d'humeur qui prennent le dessus sur toute autre émotion. Il n'hésitera pas à envoyer toute sa tribu poursuivre une poignée de soldats ennemis, parce qu'ils l'ont défié. Il ne supporte pas la défaite ni l'humiliation, ce qu'on remarque quand Chesterfield le frappe et l'assomme. Il rompt à plusieurs reprises avec les traditions comanches, comme l'interdiction de tuer pendant la nuit, ou celle du duel, par pure volonté de se venger.
- Mike : chef des déserteurs. Mike a l'apparence d'un solide gaillard. Il se rapproche de Blutch par son insubordination, mais aussi de Chesterfield par son courage. Contrairement à Blutch, qui passe rarement des mots aux gestes, Mike envisagera rapidement de déserter. Toutefois, il n'est pas un déserteur sans scrupule. Il contribue à aider Chesterfield et Blutch à libérer Joyce. Même si cette aide est initialement obtenue sous la menace d'une arme, il avait ensuite la possibilité de les laisser tomber à de nombreuses reprises. De même, contre les Comanches, Mike s'avérera être un solide combattant, affrontant sans la moindre hésitation les Indiens adverses.
- "Petite Fleur" : surnom donné à l'un des déserteurs. Petite Fleur était le seul mâle d'une famille nombreuse composée uniquement de femmes. Il a donc reçu une éducation uniquement féminine, probablement très traditionnelle, et on comprend mal comment un personnage comme ça a pu finir dans l'armée. D'une incomparable lâcheté, le simple fait de crier sur Petite Fleur l'amène dans des crises de larmes incontrôlables. Terrorisé par un rien, c'est néanmoins grâce à lui que nos personnages seront sauvés, puisqu'il fuira vers Fort Bow pour alerter le régiment de ce qui se trame, plutôt que de combattre avec les autres.
- L'"Objecteur" : troisième déserteur. L'Objecteur est un pacifiste avéré, sorte de version extrémiste de Blutch. Il refuse catégoriquement toute forme de violence, et n'a donc rien à faire dans l'armée. Il s'attirera rapidement les foudres de Joyce, mais refusera à toute reprise d'employer une arme. L'Objecteur n'est pour autant pas quelqu'un de lâche. Il essaiera de retirer les lances entourant le trou lors de la bataille finale, au péril de sa vie.
- Tony "Le Taciturne" : quatrième et dernier déserteur. Tony est un personnage grognon, qui ne parle pas beaucoup, répondant en grognant, ce qui a exaspéré Joyce au plus haut point. Il servira surtout d'accompagnateur dans cet album, et, lors de la bataille finale, une flèche l'atteindra à la jambe, le rendant totalement inutile.

En conclusion, un album qui présente un nombre assez élevé de personnages divers et variés, chacun étant différent des autres. Cependant, mis à part Blutch et Chesterfield, on ne retrouvera aucun autre de ces personnages dans les albums postérieurs.